# Waggoneria
Waggoneria is een geslacht van uitgestorven seymouriamorfen uit het Vroeg-Perm van Texas. Het werd in 1951 benoemd door de Amerikaanse paleontoloog Everett C. Olson op basis van een fossiel van het holotype CNHM UR 14 dat een verweerde schedel, onderkaken, wervels en een deel van de schoudergordel omvatte. Het type en enige soort is Waggoneria knoxensis. De geslachtsnaam verwijst naar het vondstgebied, de gigantische Waggoner Ranch, de grootste van Texas. Een nieuwe familie, Waggoneriidae, werd ook opgericht voor het exemplaar.
Het fossiel werd in 1948 ontdekt in een conglomeraatafzetting van de Vale-formatie uit het Vroeg-Perm nabij de stad Vera in Knox County, Texas. Het exemplaar werd gevonden in een rotsknol die was gebroken en een groot deel van het oppervlak van de schedel was verweerd.
Omdat Waggoneria bekend is van een enkel fragmentarisch fossiel, onderscheiden weinig kenmerken het van andere reptiliomorfen. Een onderscheid is te zien in de structuur van de kaken. De oppervlakken van de boven- en onderkaak zijn plaatvormig en bevatten meerdere rijen tanden. De onderkaak is diep, mogelijk geassocieerd met de pletfunctie van de tanden. Olson wees Waggoneria slechts voorlopig toe aan Seymouriamorpha en merkte andere overeenkomsten op met Diadectomorpha en Procolophonia. Verschillende andere fossielen gevonden in de Vale-formatie hebben vergelijkbare kenmerken met Waggoneria, maar verschillen enigszins in grootte en morfologische details. Olson suggereerde dat ze extra geslachten binnen Waggoneriidae kunnen vertegenwoordigen.